# 細川興栄
細川 興栄（ほそかわ おきなが）は、江戸時代前期から中期にかけての大名。常陸国谷田部藩の第4代藩主。官位は従五位下・長門守。

## 略歴
万治元年（1658年）、第3代藩主・細川興隆の長男として誕生した。
元禄2年（1689年）閏1月14日、父の隠居により家督を継ぐ。宝永6年（1709年）3月、従五位下・長門守に叙位・任官する。
短慮な上に粗暴で、殺生を好んだとされており、藩政では重税を強いて領民を苦しめ、家臣に対しても些細なことで厳罰に処するなど、悪政を行なったといわれる。享保13年（1728年）11月23日、家督を興虎（婿養子・細川興誠の長男）に譲って隠居し、軸雲と号した。
元文2年（1737年）7月19日に死去した。享年80。

## 系譜
父母
- 細川興隆（父）
- 牧野信成の娘（母）

正室
- 本多俊次の娘

子女
- 細川興貞（長男）
- 細川万千代
- 板倉重同正室、後に細川興誠正室

養子
- 細川興誠 - 姉小路公量の四男
- 細川興虎 - 細川興誠の長男